# Cinematografia subaquàtica
La cinematografia subaquàtica tracta sobre crear cinema sota l'aigua; és a dir, cinema que parteix d'imatges subaquàtiques.

## Història
L'any 1916, els germans americans Ernest i George Williamson van gravar 20, 000 Leagues Under the Sea a les Bahames, una de les primeres pel·lícules subaquàtiques comercials. La pel·lícula era muda i en blanc i negre. Per aconseguir les imatges, des d'un vaixell penjaven una llum artificial que després submergien per tal d'il·luminar el fons de l'oceà. Connectat al mateix vaixell amb un tub pel qual passava l'aire (tub submarí Williamson), hi havia l'anomenada Photosphera (una esfera per a dues persones) i la càmera, des de la qual gravaven la zona il·luminada.
A Palerm, la productora Panaria Film, va llançar l'any 1946 la pel·lícula Cacciatori Sottomarini (Caçadors sota l'aigua), per Francesco Alliata, que es va gravar a les Illes Eòlies. Va ser la primera pel·lícula gravada submergint una càmera professional a mar obert. Abans d'aquesta pel·lícula, les imatges sota l'aigua es gravaven en piscines o des de l'interior d'un submarí. Per gravar a mar obert, s'usaven càmeres semiprofessionals, més petites i més fàcils de manejar. Així, Alliata va ser el primer cinematògraf a usar una càmera professional sóta l'aigua. Encara que anteriorment ja s'havien gravat imatges de la pesca de tonyina, en Tonnara (1946), Alliata va ser el primer a endinsar-ne una sota l'aigua amb els animals. Per a la captura d'aquestes imatges, Francesco Alliata usava una càmera Arriflex introduïda en una escafandre especial que va construir per poder ficar-la al mar. Era un mecanisme molt pesat, de manera que la submersió (a pulmó) resultava molt complicada i perillosa. En no tenir cap tipus de roba especial per sota l'aigua, Alliata va utilitzar un pijama de llana dels anys 1900.
Jaques Cousteau, juntament amb l'enginyer Émile Gagnan, va inventar durant la Segona Guerra Mundial l'Aqua-Lung, un aparell que permetia la respiració sota l'aigua, predecessor de l'equip scuba. Amb l'Aqua-Lung, Cousteau i la seva tripulació van poder explorar i gravar l'oceà com ningú ho havia fet abans. Va treballar en la creació de molts altres invents, com càmeres, carcasses i rellotges. Va inventar, per exemple, la càmera calypso, considerada la primera càmera aquàtica. Estava originalment dissenyada per aguantar la pressió a 200 peus sota l'aigua, era petita i estava coberta de falsa pell de foca. Per canviar el rodet era necessari retirar l'objectiu. Nikon va comprar la patent per a la seva línia de càmeres aquàtiques. Va fer pel·lícules com Le Monde du silence (1956) i Le Monde sans soleil (1964), sèries de documentals com The Odyssey of the Cousteau Team I (1966-1976) i molt més. En total, va fer 120 pel·lícules subaquàtiques. 

## Tècnica
Per poder fer enregistraments sota l'aigua, s'han de tenir en compte diversos aspectes tècnics.

### Preparació
Òbviament cal saber bussejar amb Scuba diving per així poder capturar imatges submarines sense danyar l'ecosistema o gravar a animals marins sense posar-se en perill. També és important per mantenir la càmera ferma. És recomanable aprendre a fer busseig a pulmó, ja que l'equip Scuba crea bombolles que espanten als peixos grans i mamífers marins.

### Rebreather
En cas d'utilització de Scuba, es pot utilitzar un rebreather de circuit tancat, que reciclen l'aire que respirem per evitar crear bombolles. Així, els càmeres podrien mantenir-se més temps sota l'aigua i no espantar els animals més grans.

### Color i llum
Els colors canvien sota l'aigua. Alguns colors, com el vermell i el groc, disminueixen la seva intensitat a mesura que ens submergim. L'aigua absorbeix el color, alguns més ràpidament que altres. Primer absorbeix el vermell, i així, la imatge apareix més blava o verda que de normal. Si es grava en aigües clares, la imatge tindrà un to blau, i si es grava en aigües temperades, la imatge serà d'un to verd a causa del plàncton i altres partícules en l'aigua.
Per compensar la pèrdua del color hi ha dues tècniques:
1. Filtres de color: Normalment són filtres de color vermell, que recuperen una mica el color més perdut.
2. Llums subaquàtiques: L'entorn es torna més fosc a mesura que ens submergim. Si la imatge es grava en profunditats a les que la llum solar no arriba, és necessària la utilització de focus o llums subaquàtiques, que també ajudaran a la recuperació del color. Si la imatge es grava en aigües clares o poc profundes, és recomanable fer servir la llum natural.[6]

### Balanç de blancs
Per compensar la modificació dels colors i la llum cal ajustar el balanç de blancs a mesura que es submergeix. El balanç de blancs calibra el que és blanc; cal prémer el botó de balanç de blancs de la càmera en capturar alguna cosa que sigui d'aquest color, i així indicar-li què prendre per blanc. Així, s'ha d'ajustar el balanç a mesura que es descendeix, fent servir, per exemple, una llosa blanca. Alguns cinematògrafs amb experiència utilitzen aletes de color blanc, per no haver de carregar amb equip extra.

### Enfocament
Es recomana no fer servir l'autofocus. L'autofocus de les càmeres busca les vores de les figures per enfocar. Si la càmera es fixa en el fons de l'oceà, intentarà buscar les vores, i no aconseguirà enfocar. Si s'enfoca una cosa que estigui més o menys a dos metres (en cas d'estar gravant plans oberts), gairebé tot quedarà enfocat. A partir d'aquest punt, es pot ajustar el focus manual.

### Estabilitat
Estabilitzar la imatge no és fàcil mentre es nada. Per això, per aconseguir una imatge estable, es recomana donar suport a la càmera. Cal trobar una àrea clara (per no fer malbé l'entorn) on col·locar-la. Per poder subjectar-la, es poden posar pesos a la camera (encara que per això s'ha de carregar amb els pesos durant tot l'enregistrament), ja que els trípodes tradicionals són difícils de fer servir sota l'aigua, sobretot amb una armadura pesant.

### Càmeres

#### Compactes
La majoria de les càmeres compactes poden introduir-se en una armadura. Aquestes càmeres són produïdes per Cànon, Panasonic, Sony, Fuji, Olympus i altres marques. Les més populars són la Sony RX-100 V i la Canon G7 X II. Totes dues tenen un sensor d'1 segon, de manera que donen millor qualitat de vídeo.

#### Sense mirall
Les càmeres sense mirall són molt adequades per al vídeo subaquàtic, ja que solen tenir sensors més grans que les compactes, però són més petites que les càmeres DSLR. Tenen una gran qualitat d'imatge, comparable a la de les DSLR. Les més populars ara mateix (2018) són la Sony a7S II i la a7R II, la Panasonic GH4 i la GH5. Hi ha una gran varietat de lents que permeten el rodatge en macro, gran angular i rodatge subaquàtic especialitzat. Els fabricants d'armadures les fan per poder utilitzar-les amb diferents tipus de lents.

#### DSLR
Les càmeres DSLR han tractat de millorar la seva funcionalitat des de 2008. El botó de gravació de vídeo en les DSLR és cada vegada més gran i ergonòmicament posicionat perquè sigui més fàcil canviar de vídeo a instantànies. Les armadures per a les càmeres DSLR han millorat amb elles. Una de les opcions més ben considerada és la Canon 5D Mark IV, ja que ofereix vídeo en 4K, un acte focus Dual Pixel ràpid i fiable, enregistrament en JPG i una gran varietat de lents.

#### Càmeres de vídeo
Les càmeres dedicades només al vídeo eren molt populars, però avui en dia, ja que les DSLR ofereixen una qualitat de vídeo similar més l'opció de capturar instantànies i una gran varietat de lents, carcasses i ports, ja no tenen tanta presència al mercat. Tot i així, les opcions més populars entre aquest tipus de càmeres, per als professionals, són les creades per Red Digital Cinema i Blackmagic, ja que ofereixen vídeo en 6K, una alta freqüència de fotogrames, gravació raw etc.

### Armadura
Una armadura per a la càmera és segurament la part més important (i cara) per a la cinematografia subaquàtica. Protegeix la càmera i la fa resistent a l'aigua.
En general, l'armadura sol ser mecànica, digital o una combinació de les dues. Cal tenir en compte el tipus de càmera que tinguem, ja que algunes no donen l'opció d'utilitzar una armadura digital.

#### Armadura mecànica
Generalment, tenen botons que travessen 'armadura i físicament premen i manegen els comandaments de la càmera que hi ha dins. Un dels avantatges de l'armadura mecànica és que, si alguna cosa es trenca, és possible canviar algunes peces. Els botons i comandaments han d'estar en bones condicions perquè no s'embussin. Gates i Ikelite' són dues empreses que produeixen aquest tipus d'armadures.

#### Armadura digital
L'armadura digital es connecta a un port de la càmera, i es maneja amb els seus propis controls digitals. Sovint, estan construïdes de manera que els botons estiguin posicionats per facilitar el control de l'aparell sota l'aigua (on els polzes agafen la camera, per exemple). Encara que això sigui molt còmode, una fallada en el circuit pot deixar-te sense recursos; cal anar amb compte amb mullar el sistema electrònic de l'armadura.
Algunes càmeres no tenen el port necessari per connectar-se a l'armadura, com seria el cas de les Panasonic, per la qual cosa es veuen obligades a fer servir una armadura mecànica.

#### Bosses hermètiques
Existeixen les bosses hermètiques, que són més barates, però no solen servir per submergir-se a grans profunditats. L'aigua tendeix a filtrar a partir d'una certa profunditat. Pot ser una opció adequada, però per a aigües poc profundes.

### Llums
La claredat de l'aigua influirà molt en la necessitat de llum artificial. Si les aigües no són molt profundes, pot ser que amb la llum natural n'hi hagi prou, però si es tracta d'una gravació on és necessari endinsar-se més a la mar, és recomanable fer servir focus per aconseguir millor visió i colors (encara que de vegades la pròpia història es beneficia de la turbulència i foscor de l'aigua). Un cop feta l'elecció d'utilitzar llums, s'ha de pensar com el càmera pot subjectar la càmera i els llums a la vegada. Molts bussejadors utilitzen un mecanisme per enganxar els llums a l'armadura de la càmera. En triar el tipus de llum, una cosa més a tenir en compte, a part de la bateria i el color, és la facilitat de l'ajust de les llums sota l'aigua. Aquests són els principals tipus de llums que s'utilitzen en la cinematografia subaquàtica:

#### HID (High Intensity Discharge)
Solen emetre una llum més blava que les llums halògenes, però la seva bateria dura un temps limitat, i necessiten grans paquets de bateries. Cada vegada més cinematògrafs estan fent servir aquest tipus de llums.

#### LED
Són més eficients en qüestions d'energia; la seva bateria aguanta més. Produeixen colors de bona qualitat.

#### Halògenes
La majoria dels bussejadors fan servir petites llums halògenes per veure en aigües profundes, però aquestes no serveixen per a la cinematografia, ja que només produeixen un raig de llum molt concentrat i no il·luminen tot l'entorn. Per aconseguir l'efecte de "llum natural" s'haurien utilitzar llums halògenes més potents i específiques per a vídeo.

### Monitor (pantalla)
Les pantalles són molt populars entre els cinematògrafs subaquàtics. Permeten veure en gran la imatge que s'està gravant, per així no haver de mirar a través del petit visor de l'armadura de la càmera. Així és més fàcil no fer malbé l'entorn per capturar imatges de prop. Solen oferir l'opció Focus peaking, que consisteix a enfocar perfilant els objectes que estan ben enfocats, així com el Zebra Pattering, una opció que avisa si la imatge queda sobreexposada marcant amb ratlles les zones amb massa llum, entre moltes altres opcions. Dues marques populars són la Small HD i Àtoms, que ofereixen una àmplia opció d'armadures.

## Problemàtica

### Producció
La producció de pel·lícules aquàtiques és molt cara. Es necessita un gran equip tècnic expert. Les escenes d'aigua solen costar tres vegades més que les que es graven en terra a causa de la feina extra que cal pel que fa als aspectes tècnics, com la il·luminació, per exemple, que és bastant més complicada que a terra.

### Actors
Encara que l'equip sol estar treballant amb Scuba, en les escenes subaquàtiques els actors sovint han d'aguantar la respiració, de manera que només es pot rodar fins que l'actor hagi de sortir de l'aigua o utilitzar un tanc d'aire per respirar. De vegades, és possible contractar a bussejadors professionals com a dobles.

### Reproducció en tancs
Algunes escenes per a pel·lícules com Titanic, Pirates del Carib o La Vida de Pi s'han gravat en (generalment enormes) tancs d'aigua. Per reproduir l'oceà d'una manera realista, cal afegir vent i onades. S'usen ventiladors i màquines d'onades molt potents per reproduir des d'una suau brisa marina fins a enormes tempestes. Per això, la forma del tanc és molt important: si és quadrada, l'aigua salta i surt dels costats. Se sol afegir tint blau a l'aigua perquè sigui menys transparent, i així amagar els cables, cordes i equip. Avui dia, si cal el moviment d'un gran vaixell en el tanc, es poden usar sistemes de ràdio control, però abans s'aconseguia el moviment mitjançant cordes i assistents de producció amagats.

## Animació
L'animació generada per ordinador pot evitar molts dels problemes de gravar sota l'aigua en pel·lícules d'acció real. També es fa servir, per descomptat, en escenes sota l'aigua de pel·lícules d'animació com Buscant en Nemo.
En qualsevol dels casos, els animadors han de capturar tots els detalls de la mar, com ara el canvi de llum en diferents profunditats, i aquest és un llarg i complicat procés. L'aigua és un dels elements més difícils d'animar. La tecnologia d'avui en dia permet una reproducció molt més realista. Per l'animació de la mar de la pel·lícula Moana, Disney va inventar un sistema nou anomenat Splash. Aquest programari permet aconseguir algunes preses aquàtiques que abans eren pràcticament impossibles, amb més facilitat.

## Pel·lícules
No totes les pel·lícules estan gravades únicament a l'aigua. Moltes d'elles combinen imatges subaquàtiques amb imatges creades per ordinador, i en alguns casos, quan hi ha actors involucrats, les escenes es graven en piscines i es modifiquen amb efectes especials. De totes maneres, aquestes són algunes pel·lícules i documentals que formen part del cinema subaquàtic:
- The Frogmen (1951)
- 20,000 Leagues Under the Sea (1954)
- Thunderball (1965)
- Lady in the Cement (1968)
- Blue Water, White Death (1971)
- Jaws (1975)
- The Deep (1977)
- Amsterdamned (1988)
- La Grand Blue (1988)
- es:The Abyss (1989)
- The Dive (Dykket) (1989)
- Men of Honor (2000)
- Ocean Men: Extreme Dive (2001)
- Open Water (2003)
- Voyage to Kure (2003)
- Aliens of the Deep (2005)
- es:Sanctum (2011)
- Ray: A Life Underwater (2011)
- Pionér (2013)
- Deepsea Challenge 3D (2014)
- Black Sea (2014)
- Pressure (2015)
- Diving into the Unknown (Takaisin pintaan) (2016)
- L'Odyssée (2016)

Són de gran popularitat els thrillers o les pel·lícules de ciència-ficció i acció subaquàtiques.